# Sorba (torrente)
Il Sorba è un torrente del Piemonte che scorre in provincia di Vercelli; bagna l'omonima Val Sorba ed è tributario in destra idrografica del fiume Sesia.
Il suo corso interessa i comuni di Rassa e di Piode e il perimetro del bacino è 29 km.

## Corso del torrente
Nasce sul lato valsesiano del Colle del Loo e scende inizialmente verso sud-est tra ampi alpeggi. Aggirato il Monte Altorre (2.391 m) il corso della Sorba ruota verso nord-est e s'infossa nella cosiddetta "Gula Talheintha", per circa 700 m di sviluppo, in seguito riemerge e in corrispondenza dell'alpe Sorba si informa nuovamente, fino a raggiungere l'abitato di Rassa (923 m). Qui riceve da sinistra il proprio principale affluente, il torrente Gronda, che ne raddoppia la portata. puntando infine verso est e scavando nuovamente gole profonde va a confluire nella Sesia a quota 733, poco a monte del capoluogo, Piode. Il bacino del Sorba comprende nella sua parte alta vari laghetti alpini tra i quali i laghi Tre Vescovi (2.300 m circa), il lago Lamaccia (1.913 m) e quello del Talamone (2.025 m).

## Affluenti principali
In destra idrografica:
- Rio Chignoletto: nasce dal Testone delle Tre Alpi (2.081 m) e, dopo essere passato a fianco dell'Alpe Sorbella, sfocia nella Sorba a quota 1060;
- Croso Giavinello e Croso Malanotte: drenano il versante nord-ovest del Monte Bo di Valsesia (2.070 m) e confluiscono nella Sorba a valle di Rassa;

In sinistra idrografica:

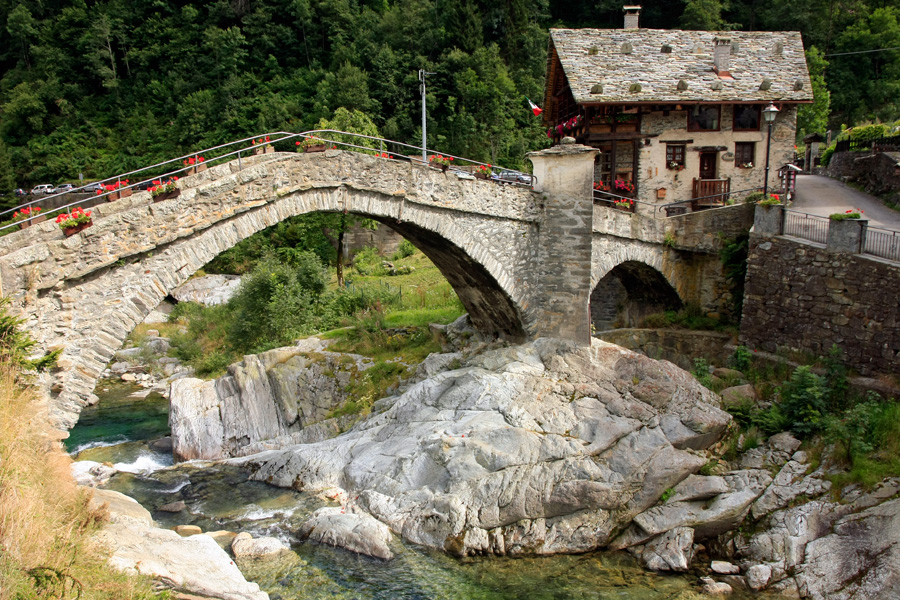
Ponte medievale sul torrente Gronda nei pressi della confluenza con il Sorba

- Torrente Gronda: lungo poco più di 8 km bagna l'omonima valle, tributaria della Val Sorba. Nasce dal versante orientale del Monte Cossarello e, dopo avre formato alcuni laghetti, scende in direzione nord-est fino alla frazione Piana (1203 m). Qui riceve da sinistra il suo principale affluente, il Torrente Sassolenda, e piegando decisamente verso est va a gettarsi nella Sorba in corrispondenza del capoluogo di Rassa.

## Utilizzi
Fino all'inizio del XX secolo le acque del torrente furono intensamente utilizzate da molte segherie idrauliche, che lavoravano il legname ricavato dai fitti boschi della valle, e da vari mulini per la produzione della farina che venivano utilizzati a rotazione dagli agricoltori del posto.
Negli ultimi decenni, grazie alle sue gole con rapide e cascate impetuose, questo torrente è divenuto importante per la pratica di sport fluviali, in due tratti: il primo sopra Rassa, si sviluppa per 2 km ed è ricco di salti, in primavera è adatto al Kayak Estremo, il secondo sotto l'abitato si sviluppa per 3 km; qui si pratica anche canyoning.